# The Vondells
The Vondells war eine 1964 bis 1965 aktive amerikanische R&B- und Soul-Gesangsgruppe aus Chicago, aus der später die Formationen The Lost Generation und Mother’s Finest hervorgingen.

## Bandgeschichte
Lowrell Simon, Jessie Dean, Glen Murdock, William McCoy und James Neely gingen in der Chicagoer Southside zur Highschool. Simon, Murdock und McCoy besuchten die Philips High, die anderen beiden die Dunbar High. Zusammen gründeten sie 1964 die Gesangsgruppe LaVondells. Mit ihrer Anfang des Jahres erschienenen Single Errand Boy / Then I’ll Know wurden die Musiker bei Schülern zu Stars. Die Formation änderte ihren Namen in The Vondells und veröffentlichte im Juli 1964 den R&B-Song Lenora bei Marvello Records. Auf der B-Seite befindet sich der Titel Valentino. Beide Lieder werden vom King Kolax Orchestra begleitet.
Lenora wurde ein lokaler Hit und verkaufte 25.000 Exemplare, der Erfolg blieb allerdings auf Chicago begrenzt. Manager Bill Coday vermittelte den Vondells die Zusammenarbeit mit der Chicagoer Soulsängerin Ruby Stackhouse. Sie nahmen gemeinsam die Single Please Tell Me Why / Waiting für Kellmac Records auf und absolvierten einige lokale Auftritte. Dann beendete Stackhouse die Zusammenarbeit, nannte sich künftig Ruby Andrews und veröffentlichte Casonova (Your Playing Days Are Over) bei Zodiac Records.
The Vondells zerfielen, als Dean zum Militärdienst eingezogen wurde. Murdock bildete ein Duo mit der Sängerin Joyce Kennedy, woraus Anfang der 1970er Jahre die Band Mother’s Finest (Baby Love, 1977) entstand. Nach dem Wehrdienst gründete Dean mit Lowrell und Fred Simon sowie Larry Brownlee die Band The Lost Generation (The Sly, Slick, and the Wicked, 1970).

## Diskografie
Singles
- 1964: Errand Boy / Then I’ll Know
- 1964: Lenora / Valentino (mit King Kolax Orchestra)
- 1965: Please Tell Me Why / Waiting (mit Ruby Stackhouse)